# La Cravate
La Cravate (Alternativtitel: Les Têtes interverties bzw. The Severed Heads) ist ein französischer Kurzfilm von Alejandro Jodorowsky aus dem Jahr 1957. Der Film wurde zwischen 1953 und 1957 in Paris gedreht und basiert auf der Erzählung Die vertauschten Köpfe von Thomas Mann. Er galt knapp 50 Jahre lang als verschollen und wurde erst 2006 auf einem Dachboden in Deutschland gefunden und 2007 auf DVD veröffentlicht.

## Handlung
Da seine Angebetete nur an seinem Körper interessiert ist, nicht aber an seinem Kopf, geht ein junger Mann in ein Geschäft, um einen neuen Kopf zu kaufen. Als er mit dem neuen Kopf seine Geliebte aufsucht, verstößt sie ihn abermals. Auch nachdem er noch eine Reihe weiterer Köpfe ausprobiert hat, ist ihm diese nicht zugetan.

## Rezeption
Laut der Website Dangerous Minds ist die Moral des Films, bei nicht erwiderter Liebe niemals seinen Kopf zu verlieren, sondern jemand zu finden, der einen liebt wie man ist. Der Film sei ein „bizarres, lustiges und charmantes, und ein beeindruckendes Erstlingswerk“.